# Хондо, Каэдэ
Каэдэ Хондо (яп. 本渡 楓 Хондо Каэдэ, род. 6 марта 1996 года, Нагоя, префектура Айти, Япония) — японская сэйю. Лауреат премии Seiyu Awards в категории «Лучшая начинающая актриса» (2019).

## Биография
Каэдэ Хондо родилась 6 марта 1996 года в Нагое, префектура Айти. У неё есть младший брат. С детства интересовалась аниме, в числе которых был сериал «Наруто». Интерес Хондо к актёрскому искусству и модельному бизнесу возник на пятом году обучения в начальной школе, когда одна женщина положительно высказалась о её лице. Заключив, что у неё внешность, подходящая для актрисы или модели, Хондо в дальнейшем проходила различные пробные прослушивания и поначалу не рассматривала профессию сэйю в качестве одного из вариантов. После поступления в старшую школу Хондо, желавшая начать выступать перед публикой, записалась в драмкружок. Играла в школьных постановках, а также состояла в секциях по плаванию, баскетболу, софт-теннису и софтболу. На втором году старшей школы Хондо поступила в Японский институт актёрского нарративного искусства (яп. 日本ナレーション演技研究所 Нихон нарэ:сён энги кэнкю:дзё), специальное учебное заведение по подготовке сэйю. После окончания обучения подписала контракт с агентством талантов I’m Enterprise. В 2015 году дебютировала в качестве сэйю и поначалу озвучивала второстепенные роли в таких аниме-сериалах, как Aoharu × Machinegun. В этом же году Хондо получила свою первую главную роль — в аниме-сериале Kamisama Minarai: Himitsu no Cocotama, в котором озвучила Кокоро Ёцубу.
Весной 2016 года Хондо была утверждена на роли Яэ Кугаямы в аниме-сериале Girlish Number и Кадзанэ Аобы в Keijo!!!!!!!!; трансляция обоих сериалов проходила почти одновременно с октября по декабрь этого же года. В рамках Girlish Number Хондо совместно с сэйю главных героинь аниме-сериала исполнила две музыкальные темы: открывающую «Bloom» и закрывающую «Ima wa Mijikashi Yume Miyo Otome». В 2017 году Хондо озвучила Миноа Асагаю в Anime-Gatari, Хикари Таканаси в Interviews with Monster Girls и Кон Тацуми в Urara Meirocho, а в 2018 году — Коюмэ Коидзуку в Comic Girls, Кохаку Цукисиро в Iroduku: The World in Colors, Канами Это в Katana Maidens: Toji No Miko и Сакуру Минамото в Zombie Land Saga.
В начале марта 2019 года Хондо вместе с четырьмя другими актрисами-сэйю наградили премией Seiyu Awards в категории «Лучшая начинающая актриса». В этом же месяце Хондо получила роль Сэмпая в аниме-сериале Magical Senpai. В 2020 году озвучила Мейпл/Каэдэ Хондзё в Bofuri и Элейну в Wandering Witch: The Journey of Elaina. В последующие годы Хондо озвучивала таких главных и основных героинь аниме, как Лайка в аниме-сериале «Я 300 лет убивала слизь и прокачалась на максимум» (2021), Хана Юрикава в Mieruko-chan (2021), Анна Шнайдер в Takt Op. Destiny (2021), Ехидна в I’m Quitting Heroing (2022), Эйко Цукуми в Ya Boy Kongming! (2022), Ламмис в Reborn as a Vending Machine, I Now Wander the Dungeon (2023), Нин в The Strongest Tank’s Labyrinth Raids (2024) и многих других.

## Избранная фильмография

### Аниме-сериалы
2015
- Aoharu × Machinegun — Юка[3]
- Diabolik Lovers: More Blood — Мелисса
- Kamisama Minarai: Himitsu no Cocotama — Кокоро Ёцуба[4], Николи
- Magical Somera-chan — Кукуру Нономото[26]
- «Бездомный бог: Арагото» — Томоко

2016
- 91 Days — Люче Лагуса
- BBK/BRNK — Летиция Нилгири Суонсон
- BBK/BRNK 2: The Gentle Giants of the Galaxy — Летиция Нилгири Суонсон
- Danganronpa 3: The End of Hope’s Peak High School — Айко Умэдзава
- Girlish Number — Яэ Кугаяма[5]
- Handa-kun — Миёко Киндзё
- Keijo!!!!!!!! — Кадзанэ Аоба[6]
- Magical Girl Raising Project — Сумирэ
- Monster Hunter Stories: Ride On — Ханако
- Please Tell Me! Galko-chan — Ябана[27]
- Poco’s Udon World — Нодзоми Танака[28]
- Regalia: The Three Sacred Stars — Юиншель Астерия[29]
- Shonen Maid — Хироси Такэй, Антаро, Куромамэ
- The Asterisk War 2nd Season — Мария

2017
- Anime-Gatari — Миноа Асагая[8]
- Battle Girl High School — Канон Когами[30]
- Fuuka — Титосэ Харуна[31]
- Interviews with Monster Girls — Хикари Таканаси[9]
- Kirakira Pretty Cure a la Mode — Мику Кэндзё[32]
- Love and Lies — Кидзуна Нэдзима
- Urara Meirocho — Кон Тацуми[10]

2018
- A Place Further than the Universe — Рин Тамаки[33]
- Boarding School Juliet — Ниа Помера[34]
- Chio’s School Road — Юки Хосокава[35]
- Comic Girls — Коюмэ Коидзука[11]
- Hinamatsuri — Хитоми Мисима[36]
- Iroduku: The World in Colors — Кохаку Цукисиро[12]
- Katana Maidens: Toji No Miko — Канами Это[13]
- Magical Girl Site — Микари Идзумигаминэ[37]
- Märchen Mädchen — Арико Касуми[38]
- Record of Grancrest War — Колин Мессала[39]
- RErideD: Derrida, who leaps through time — Маюка[40]
- School Babysitters — Мидори Саватари, Юки Усимару[41]
- Zombie Land Saga — Сакура Минамото[14]

2019
- Hensuki: Are You Willing to Fall in Love with a Pervert, as Long as She’s a Cutie? — Мидзуха Кирю[42]
- Magical Senpai — Сэмпай[16]
- Mini Toji — Канами Это
- Val × Love — Нацуки Саотомэ[43]
- Welcome to Demon School! Iruma-kun — Элизабетта Икс
- «Истребитель демонов» — Сигэру Камадо
- «О моём перерождении в слизь» — Тиа

2020
- Bofuri — Мейпл/Каэдэ Хондзё[17]
- If My Favorite Pop Idol Made It to the Budokan, I Would Die — Рэо Игараси[44]
- Kakushigoto — Хина Томи[45]
- Love Live! Nijigasaki High School Idol Club — Харука Коноэ
- Shadowverse — Мимори Амамия[46]
- Wandering Witch: The Journey of Elaina — Элейна[18]

2021
- Deep Insanity: The Lost Child — Сумирэ Мотики[47]
- Mieruko-chan — Хана Юрикава[20]
- Osamake — Сион Ораги[48]
- Seirei Gensouki: Spirit Chronicles — Флора Бельтрум[49]
- Takt Op. Destiny — Анна Шнайдер[21]
- Zombie Land Saga Revenge — Сакура Минамото[50]
- «Я 300 лет убивала слизь и прокачалась на максимум» — Лайка[19]

2022
- Akebi’s Sailor Uniform — Ясуко Навасиро[51]
- Dance Dance Danseur — Мияко Годай[52]
- I’m Quitting Heroing — Ехидна[22]
- Love Live! Nijigasaki High School Idol Club 2nd Season — Харука Коноэ
- Lucifer and the Biscuit Hammer — Юхи Амамия (в детстве)
- Parallel World Pharmacy — Шарлотта (Лотта) Соллер[53]
- Ya Boy Kongming! — Эйко Цукуми[23]

2023
- Bofuri 2nd Season — Мейпл/Каэдэ Хондзё[54]
- Dr. Stone: New World — Кирисамэ[55]
- Protocol: Rain — Сэсиру Сато[56]
- Rail Romanesque 2 — Уми[57]
- Reborn as a Vending Machine, I Now Wander the Dungeon — Ламмис[24]
- Sweet Reincarnation — Ликорис Милл Хубарек[58]
- The 100 Girlfriends Who Really, Really, Really, Really, Really Love You — Хакари Ханадзоно[59]
- The Iceblade Sorcerer Shall Rule the World — Кларисса Кливленд[60]
- The Reincarnation of the Strongest Exorcist in Another World — Фиона Урд Алегрейф[61]
- Zom 100: Bucket List of the Dead — зомби 1 (камео)[62]
- «Покемон: Горизонты» — Ионо[63]

2024
- A Sign of Affection — Рин Фудзисиро[64]
- Blue Archive: The Animation — Хифуми Адзитани[65]
- Mission: Yozakura Family — Муцуми Ёдзакура[66]
- «One Piece. Большой куш» — Вегапанк/Атлас[67]
- Shinkalion: Change the World — Маи Омэ[68]
- Tadaima, Okaeri — Митиру Мотидзуки[69]
- The Most Notorious «Talker» Runs the World’s Greatest Clan — Таня Кларк[70]
- The New Gate — Тира Люсент[71]
- The Strongest Tank’s Labyrinth Raids — Нин[25]
- Tying the Knot with an Amagami Sister — Юна Амагами[72]

2025
- Potion, Wagami o Tasukeru — Каэдэ[73]
- Reborn as a Vending Machine, I Now Wander the Dungeon (второй сезон) — Ламмис[74]
- Shukan Ranobe Anime (Jack the Reaper) — Комати Нададзака[75]
- The 100 Girlfriends Who Really, Really, Really, Really, Really Love You (второй сезон) — Хакари Ханадзоно
- The Daily Life of a Middle-Aged Online Shopper in Another World — Примула[76]
- The Too-Perfect Saint — Миа Аденауэр[77]
- The Water Magician — Сэра[78]
- Welcome to Japan, Ms. Elf! — Мари[79]
- «Я 300 лет убивала слизь и прокачалась на максимум» (второй сезон) — Лайка[80]

2026
- The Classroom of a Black Cat and a Witch — Спика Вирго[81]

TBA'
- Arcanadea — Люмития[82]

### Аниме-фильмы
- 2016 — Pop in Q — Дарен[83]
- 2017 — Eiga Kamisama Minarai: Himitsu no Cocotama — Kiseki o Okose ♪ Tepple to Dokidoki Cocotama Kai — Кокоро Ёцуба
- 2018 — Mazinger Z: Infinity — дочь Мисато[84]
- 2018 — «Мирай из будущего» — Мирай Ота (ребёнок)
- 2020 — Date A Live Fragment: Date A Bullet — Хибики Хигоромо[85]
- 2020 — Ometeotoru≠HERO — Юки (ребёнок), иная раса (ребёнок)[86]
- 2022 — Sword Art Online Progressive: Scherzo of Deep Night — Литен[87]
- 2023 — Gekijoban Collar × Malice Deep Cover — Итика Хосино[88]
- 2023 — Sylvanian Families the Movie: A Gift from Freya — Ральф[89]

### OVA
- 2016 — Strike the Blood II — Сио Хикава
- 2018 — Strike the Blood III — Сио Хикава[90]
- 2020 — Strike the Blood: Kieta Seiso-hen — Сио Хикава
- 2020 — Strike the Blood IV — Сио Хикава
- 2022 — Strike the Blood Final — Сио Хикава

### ONA
- 2022 — Kotaro Lives Alone — Хироми, Какэру
- 2023 — Space Idol — Эттян[91]
- 2024 — Rising Impact — Юмико Коидзуми[92]

### Компьютерные игры
2015
- Battle Girl High School — Канон Когами

2016
- Atelier Firis: The Alchemist and the Mysterious Journey — Фирис Мистлуд[93]
- Idol Connect Asterisk Live — Тино Ханэда
- Kantai Collection — Оясио

2017
- Atelier Lydie & Suelle: The Alchemists and the Mysterious Paintings — Фирис Мистлуд[94]
- Closers Online — Юри Масума[95]
- Project Tokyo Dolls — Сакура[96]
- SINoALICE — принцесса Ибара[97]
- Song of Memories — Канон Хиираги[98]
- Yashiro ni Ho e to — Хатиман Хакодатэ
- Yuki Yuna is a Hero: Hanayui no Kirameki — Тамако Дой

2018
- Dead or Alive Xtreme Venus Vacation — Фиона[99]
- Grand Chase: Dimensional Chaser — Синди[100]
- Judgment — Цукино Саотомэ
- Memories Off: Innocent Fille — Котори Мики
- Onsen Musume: Yunohana Collection — Уика Атами
- Schoolgirl Strikers — Кохару Минато

2019
- Granblue Fantasy — Табина
- Nelke & the Legendary Alchemists: Ateliers of the New World — Фирис Мистлуд

2020
- Arknights — Судзуран
- Dragalia Lost — Пинон
- Love Live! School Idol Festival All Stars — Харука Коноэ

2021
- Alchemy Stars — Крошка, Робин
- Blue Archive — Хифуми Адзитани
- Gran Saga — Айрис, Арч
- Melty Blood: Type Lumina — Сиэль[101]
- Re:Zero — Starting Life in Another World: The Prophecy of the Throne — Пока[102]
- To Aru Majutsu no Index: Imaginary Fest — Саломе
- Tsukihime: A Piece of Blue Glass Moon — Сиэль[103]

2022
- Azur Lane — крейсер «Кронштадт», подводная лодка «Торричелли»
- Digimon Survive — Аой Сибуя[104]
- Goddess of Victory: Nikke — Новель[105]
- Magia Record — Микото Сэна

2023
- 404 Game Re:set — Fighting Vipers[106]
- Pokémon Masters EX — Сё/Акари
- RED: Pride of Eden — Марлу

2025
- D.C.: Da Capo Re:tune — Нэму Асакура[107]
- Wuthering Waves — Фиби[108]

### Drama CD
- 2017 — Sister-in-Law! — Сироно Сидзуку[109]
- 2017 — Tsuki ga Kirei Desu ne — Тиру[110]
- 2021 — Saint Seiya: Meio Iden — Dark Wing — Ёрухимэ Цукисима[111]

## Награды и номинации
| Год  | Награда               | Результат  | Категория                                                                                          | Работа | Прим.   |
| ---- | --------------------- | ---------- | -------------------------------------------------------------------------------------------------- | --- | ------- |
| 2019 | Seiyu Awards          | Победа     | Лучшая начинающая актриса (вместе с Коко Хаяси, Манакой Ивами, Риной Хонъидзуми и Томори Кусуноки) | н/д | [ 15 ]  |
| 2021 | Anime Trending Awards | 5-е место  | Лучшая актриса озвучивания                                                                         | Элейна из Wandering Witch: The Journey of Elaina                                                                | [ 112 ] |
| 2024 | Anime Trending Awards | 12-е место | Опенинг года (вместе с Асами Сэто, Аякой Асаи, Марией Наганавой и Мию Томитой)                     | «Dai Dai Dai Dai Daisuki na Kimi e♡» из The 100 Girlfriends Who Really, Really, Really, Really, Really Love You | [ 113 ] |